# Paul Kramer
Matthias Paul Kramer, abreviado Kramer (3 de diciembre de 1842, Berlín - 30 de octubre de 1898, Magdeburgo), fue un aracnólogo alemán. Estudió esencialmente los ácaros.

## Taxones creados
- Prostigmata
- Eremaeidae
- Raphignathidae
- Smarididae
- Tarsonemidae
- Tydeidae
- Uropodidae

## Algunas publicaciones
- 1875: Beiträge zur Naturgeschichte der Hydrachniden, in: Archiv f. Naturgesch., 41, 1, 263-332
- 1876: Beiträge zur Naturgeschichte der Milben, ebda. 42, 1, 28-45
- 1876: Zur Naturgeschichte einiger Gattungen aus der Familie der Gamasiden, ebda. 42, 1, 46-105
- 1876: Eine Bemerkung über ein Räderthier aus der Familie der Asplanchneen, ebda. 42, 1, 179-182
- 1876: Die Familie der Bdelliden I, ebda. 42, 1, 183-196
- 1876: Über Dendroptus, ein neues Milbengeschlecht, ebda. 42, 1, 197-208
- 1877: Nachträgliche Bemerkungen über Milben, ebda., 43, 1, 55-56
- 1877: Grundzüge zur Systematik der Milben, ebda., 43, 1, 215-247
- 1877: Zwei parasitische Milben des Maulwurfs, ebda, 43, 1, 248-259
- 1877: Reflexionen über die Theorie, durch welche der Saison-Dimorphismus bei den Schmetterlingen erklärt wird, ebda, 43, 1, 411-419
- 1878: Beiträge zur Naturgeschichte der Milben, in: Zschr. f. die ges. Naturwiss., 51, 519-561
- 1879: Neue Acariden, in: Archiv f. Naturgesch., 45, 1, 1-18
- 1879: Über die Milbengattungen Leptognathus Hodge, Raphignatus Dug., Caligonus Koch und die neue Gattung Cryptognathus, ebda., 45, 1, 2, 142-157
- 1880: Über die postembryonale Entwicklung bei der Milbengattung Glyciphagus, ebda., 46, 102-110
- 1881: Über die Prinzipien der Klassifikation bei den Gamasiden, ebda., 47, 639-642
- 1881: Über Milben, in: Zschr. f. die ges. Naturwiss., 54, 417-452
- 1882: Über die Segmentierung bei den Milben, in: Archiv f. Naturgesch., 48, 1, 178-182
- 1882: Über Tyroglyphus carpio, eine neue Art der Gattung Tyroglyphus Latr., ebda., 48, 1, 185-186
- 1882: Über Gamasiden, ebda., 48, 1, 374-434
- 1882: Versuche von Dr. Braun in Dorpat, in: Zschr. f. die ges. Naturwiss., 55, 274
- & Carl Neumann, 1883: Acariden, während der Vega-Expedition eingesammelt, bestimmt und beschrieben, in: Vega-Expeditionens vetensk. Jakttagelser, 3, Stockholm, 519-532
- 1886: Über Milben, I. Zur Kenntnis einiger Gamasiden; II. Neue Milben aus anderen Familien, in: Archiv f. Naturgesch., 52, 1, 241-268
- 1889: Über das Hydrachnidengenus Anurania Neum., in: Zool. Anz., 12, 317, 499
- 1890: Zur Entwicklung der Hydrachniden, ebda., 13, 341, 427-428
- 1891: Über die Typen der postembryonalen Entwicklung bei den Acariden, in: Archiv f. Naturgesch., 57, 1, 1-14
- 1891: Die Hydrachniden (Wassermilben), in: Otto Zacharias (Hrsg.), Die Tier- und Pflanzenwelt des Süßwassers, Einführung in das Studium derselben, Einführungsband, vol. 1 u. 2, Leipzig, Weber
- 1892: Zur Entwicklungsgeschichte und Systematik der Süßwassermilben, in: Zool. Anz., 15, 389, 149
- 1893: Über die verschiedenen Typen der sechsfüßigen Larven bei den Süßwassermilben, in: Archiv f. Naturgesch., 59, 1, 1-24
- & Neumann, 1893:Acariden, während der Vega-Expedition eingesammelt, in: Nordenskiöld, Die wiss. Ergebnisse der Vega-Expedition, von Mitgliedern der Expedition u. anderen Forschern bearbeitet, Leipzig, Brockhaus, 519-529
- 1895: Über zwei von Herrn Dr. F. Stuhlmann in Ostafrika gesammelte Gamasiden, in: Beiheft z. Jb. der Hamburg. Wiss. Anstalten, 12
- 1895: Über die Benennung einiger Arrenurus-Arten, in: Zool. Anz., 18, 465, 1-5
- 1895: Giovanni Canestrini u. E. Trouessart, in: Zool. Centralblatt, 491-493
- 1896: Über eine neue Pelzmilbe des Bibers (Haptosoma truncatum nov. ge. sp.), in: Zool. Anz., 19, 134-136
- 1896: Neue Acariden von der Insel Borkum, ebda., 19, 444-448
- 1897: Zwei neue Oribatiden von der Insel Borkum, ebda., 20, 535-536
- 1897: Grönländische Milben, in: Bibliotheca Zoologica, hrsg. v. Rudolf Leuckart u. Carl Chun, Stuttgart, Nägele, Bd. 8, H. 19, 3, 77-83
- 1897: Trombididen aus Madagaskar, in: Abh. d. Senckenbergischen Naturforsch. Ges., Bd. 21: Alfred Voeltzkow: Wiss. Ergebnisse der Reisen in Madagaskar u. Ost-Afrika 1889-1895, Frankfurt, Diesterweg, 209-211
- 1898: Acariden, in: Ergebnisse d. Hamburger Magalhaensischen Sammelreise 1892/93, 2. Arthropoden, Hamburg, Friedrichsen, Lfg. 3,3, 1-40
- & Canestrini, 1899: Demodicidae und Sarcoptidae, Berlín, Friedländer

## Abreviatura (zoología)
La abreviatura Kramer  se emplea para indicar a Paul Kramer como autoridad en la descripción y taxonomía en zoología.

- Datos: Q91044
- Multimedia: Paul Kramer (1842-1898) / Q91044
- Especies: Matthias Paul Kramer